# Іванково (Альменєвський округ)
Іва́нково (рос. Иванково) — село у складі Альменєвського округу Курганської області, Росія.
Населення — 260 осіб (2010, 318 у 2002).
Національний склад станом на 2002 рік:
- татари — 85 %